# عنبر و11 سبتمبر (مسرحية)
عنبر و 11 سبتمبر مسرحية قطرية من إنتاج عام 2007 وهي من بطولة سعد الفرج غانم السليطي صلاح الملا.

## الشخصيات
| سعد الفرج || عنبر
|-
| غانم السليطي || سبتمبر
|-
| ماجدة سلطان || زوجة عنبر
|-
| صلاح الملا || عون
|-
| علي الغرير || أخ زوجة عنبر
|-
| هبه الدري || الشرطية اريام
|-
| نجوى الكبيسي || ابنت عون
|-
| مثال || مثال
|-
| مثال || مثال
|-
| مثال || مثال
|-
| مثال || مثال

## نقد
في ختام فعاليات مهرجان القرين الثقافي الثامن عشر، التي جرت فعالياته في البلاد برعاية المجلس الوطني للثقافة والفنون والآداب، عرضت المسرحية القطرية «عنبر و11 سبتمبر» تأليف وبطولة واخراج غانم السليطي، وبطولة سعد الفرج، ومن البحرين علي الغرير وماجدة سلطان، ومن الكويت مرزوق بشير وهبة الدري وفاطمة الطباخ وآخرون.. ديكور واقعي لموسى آرتي تستهل المسرحية في اطاره بيتا عربيا قديما للاستدلال على المستوى الاقتصادي المتردي للبطل عنبر «السليطي»، الذي يعيش مع والدته «ماجدة» وابنته «فاطمة الطباخ» بعد وفاة زوجته.
تتسم شخصية عنبر بالسذاجة والجبن الشديدين في مواجهة الآخرين، منذ طفولته، ونتج ذلك عن البيئة التي عاش بها، إثر زواج والده الثري «المرازيز» بأمه المسحوقة من طبقة اجتماعية متدنية جداً، وهو ما جعل الأب لا يعترف بابنه الوليد، إلا بعد صراعات خاضتها الأم لإثبات نسب ابنه اليه، وهو ما دفع بأشقائه من أم ثانية إلى القيام بالكثير من التحايل والتزوير لحرمان عنبر من ثروة والده الراحل.
نص يتحدث عن الفروق الطبقية، في وهلته الأولى، التي قد تنشأ في أي مكان بالعالم تتسم مجتمعاته بغياب قوة القانون والعدالة الاجتماعية، وهو ما يؤدي فيما بعد إلى اتهام عنبر بتفجير إرهابي، ظناً بأنه قصد مع جاره الآسيوي «بيرغول» الذي أداه باقتدار تمثيلي عال مرزوق بشير، عبر تفجير مطعم أمريكي يقع في عمق يمين المسرح، فيما هو كان توصيل أنابيب الغاز لمطعم «عنبر المرازيز» لبيع الأطعمة الشعبية باحثاً عن مصدر رزق شريف.
أبو سلندر
تتداعى الأحداث فيتهم الجنرال الأمريكي مايكل من فرع مكافحة الإرهاب بالشرق الأوسط - وأدت دوره بجمال «هبة الدري»- عنبر بالإرهاب ويطلق عليه «ابوسلندر» فتتهم عائلة المرازيز بمساندة الإرهاب من خلال اطفالها العاملين بشركاتهم المنتسبين لدروس القرآن الكريم، فيقرر الأمريكان تجفيف منابع أرصدة العائلة المالية وتجميد ثرواتها، فيما يتم رصد كتيبة عسكرية كبيرة من طائرات وأسلحة كثيرة لملاحقة الإرهابي ابوسلندر في صحراء شاسعة وكهوف، وتم عرضه تلفزيونياً ضمن نشرة الأخبار في بيت الأخ الكبير، ويزج عنبر أبو سلندر في سجن غوانتنامو الأمريكي، للإشارة إلى مقتل ابن لادن في باكستان، إلا أن عنبر سلندر يتم زجه في سجن غوانتنامو الأمريكي.
رؤية ساذجة
عرض فيه الكثير من السطحية في الرؤية الفكرية، فأبو سلندر الساذج يتحول في نهاية المسرحية إلى إرهابي، بسبب التعذيب الذي تعرض له في سجن غوانتنامو لأربعة سنوات. ويفجر نفسه في عائلته من الأب والأمريكان.
هل تبلغ السذاجة الأمريكية بأجهزة مخابراتها العتيدة لأقوى بلد في العالم، باتهام شخص لا مرجعية له على الأرض واتهامه بالإرهاب.. ويبلغ الاستسهال مبلغه حين يقول ناصر بن سعد المرازيز «الأمريكان ضعاف صنعوا كذبة الكاوبوي وصدقوها.. حماقة منهم».
هل هذا فهم حقيقي لأمريكا، التي تنتشر قواعدها العسكرية في كل مناحي الكرة الارضية؟… أليس هذا طرح ساذج ورؤية سطحية لوجود الأمريكان في المنطقة وحربهم على الإرهاب؟
وهل هو دغدغة ساذجة لقوى اليمين الإسلامي التي صعدت لسلطات الحكم في تونس وليبيا ومصر وفي الطريق سورية وتحكم ايضاً دول الخليج…؟
أفيهات
هذه الرؤية العدمية العبثية في المسرحية أدت إلى اطلاق الكثيرمن الافيهات من غانم السليطي «لملء فراغ النص» عن منتخب قطر، واطلاق مفردات قالها القذافي مثل «من أنتم يا جرذان» وهي مشاهد فيلمية لخطابات القذافي استهلكت عرضها القنوات الفضائية قبل وبعد سقوطه.
وما إن يدخل الفرج للمسرح لأداء دوره يعلق السليطي «بوكريم في رقبته سبع حريم» وعشرات الافيهات المعروفة والمشاهد مثل رقص عنبر وهو على جهاز التعذيب الكهربائي مع موسيقى شرقية، الخارجة عن النص التي لا تزيده شرحاً وعرضاً، وهو أمر لا يضحك، ولم يكن مبررا ًتحويل الفرج والغرير إلى يهود، لكسب الأمريكان، ويبرر أن عائلته هاجرت على بطن حوت ليصلوا لشواطئ نيويورك، وتصديق الجنرال الأمريكي لهما!! هذا لكي «يريح» المؤلف نفسه من عمق الرؤى.
خليج المشاكل
تعاني شعوب الخليج من عشرات المشاكل الإنسانية العالقة من دون حل، سببها انعدام حرية التعبير و«ممنوع» ممارسة أبسط مبادئ الديموقراطية - عدا الكويت – كحقوق للمواطنة، وبرلمانات شكلية توزعها السلطات الحاكمة بتعيين المسالمين، وتفشي الفساد، نهب ثروات الوطن، وقضية البدون.. وعشرات القضايا التي تفتح ملفات إبداعية لو بحث فيها مبدع حقيقي للتعبير عنها بدلاً من قضية فردية برؤية ساذجة تم عرضها في «عنبر و11 سبتمبر».. كنت أتوقع عرضاً واعياً لمشاكل حقيقية تعانيها شعوب الخليج، وليس دغدغة المشاعر بسلطة الأمريكان، وهو كلام قديم ومستهلك لشعوب غالبيتها «تعشق» أمريكا وتساندها خصوصاً بعد تحرير الكويت من الغزو الصدامي.
نص يعبّر عن تعدي الأمريكان على سيادة الحكومات الخليجية المتمثلة بعائلة المرازيز، وهي أي الحكومات، هي التي قبلت بوجود قواعد أمريكية في الكويت وقطر والبحرين والجزيرة العربية وكل الخليج من الماء إلى الماء، فالأجدى رؤية ما على ارض الخليج في هموم الإنسان وأزماته الحقيقية، ورصد هذا التشويش الواضح لدى حكوماتنا في الرؤية المستقبلية.
نوعية المسرح
يقول السليطي، المؤلف في كتيب المهرجان «أي عمل عن الثورات العربية في الوقت الجاري، سيكون متاجرة ولعباً بمشاعر الشعوب، فالرؤية لم تتضح بعد»، وقد يكون ذلك صحيحاً، فليس عليه تقديم منشور سياسي ابداعي عما يحل الآن بالمنطقة العربية من ثورات الربيع العربي، لكن... أيضاً ليس على المبدع تجاهل الرؤى المستقبلية لشعوب المنطقة، بدلاً من طرح قضية سجن غوانتنامو بهذه الرؤية العبثيه، فالإرهاب العالمي الذي كان في اقوى «تجلياتة» في تفجير 11 سبتمبر لمبنى التجارة العالمي والبنتاغون في أمريكا سنة 2001، هو ليس فعلاً أمريكياً، بل من قوى بن لادن المتطرفة، كان عليه التفكر بمرجعية المتشددين الذي رأينا معالمه في تفجيرات إرهابية حصلت في السعودية، وفي تفجيرات قطارات لندن والمناطق السياحية في مصر وعواصم العالم، ومازلنا نرى معالمه في إيران والعراق وأفغانستان كسلطات حكم، أنهكت البلدان في الحروب والفساد السياسي وإرجاع البلد لمئات القرون إلى الخلف.
المصير القادم
إذن على المؤلف السليطي ليس قراءة الحاضرالعربي لكن عليه قراءة الحاضر بوعي ماساً هموم الشعوب، أو أن يقدم استشرافا لرؤى مستقبلية، بعد حكم التيارات الدينية المتشددة لسلطات الحكم في الدول العربية، التي أفرزتها أول انتخابات شعبية ديموقراطية لغالبية شعوب غارقة في الجهل، تنتظر ان تحل هذه التيارات أزماتها اليومية، وهو اختيار لا اعتراض عليه طالما جاء من الشعب لكن من الممكن طرح كيفية حصول هذه التيارات على الاصوات العالية بأساليب غريبة، وبالمال السياسي مستغلين اسم الله - جلت جلالته - لتعمية عيون وعقل البشر، الحالمين في غد معاشي أفضل.
ماذا سيكون مصير هذه الأمم والشعوب، التي تخرج من سلطة قهر حكمت سنوات عديدة وأهدرت ثروات البلد وتنميتة ومستقبل أجياله لمصالحها الشخصية، لتختار شعوبنا العربية عبر الانتخابات الديموقراطية تيارات قهر أخرى؟
أي مصير ينتظر شعوبنا وقد رأينا شواهد حكم المتزمتين في إيران والعراق وباكستان وأفغانستان والسودان وغيرها، وأثرهم الشنيع في الأرض…؟
خيبة المسرح الخليجي
هذا ما كنت أتوقعه من المؤلف السليطي ونحلم برؤيته على المسرح الخليجي الغارق في العته الفكري، والخواء الإبداعي، بسبب انعدام حريات التعبير «وهي مشكلة كان عليها أن تكون لها الأولوية في العروض المسرحية» فتحول المسرح إلى «جريدة سياسية» سردية، دون فعل درامي، تطلق من الممثلين الشعارات الصاخبة منقولة من مانشيتات الصحف اليومية، وكأنه تجميع صيني لهموم هائمة تقدم في اطار افيهات ومباراة في التعليقات بين الممثلين... يا لخيبتنا.
تجميع صيني
اختيار السليطي لمجموعة ممثلين من دول الخليج ربما كان له دلالته للتعبير عن الهم الخليجي الموحد، الذي ليس من بينهم حتما سجن غوانتنامو، فالقضايا والهموم اليومية لأكثرية شعوب المنطقة لا تعتبر سجن غوانتنامو من اولويات شعوبه.
كما أتى عرض «عنبر و11 سبتمبر» تجميعاً لمسرحيات كويتية ناجحة مثلها خالد النفيسي الذي كان يواجه شقيقه الأصغر المنتمي لتيار متزمت، يخنق حرياته الشخصية في شرب الكحول، قدمت في مسرحية «دقت الساعة» 1987، ففي عرض «11 سبتمبر» استلهام من تلك المشاهد فشرب الكحول من نوعية الشيفاز (من اسم الرئيس الفنزيلي شافيز بدون مبرر درامي) جعل الفرج يقول للأمريكان «عنده مخزن متروس منه»، ايفيه ساقط حاضراً، وكان حياً في مسرحية «دقت الساعة» الذي كان معبراً عن حرية الفرد في مواجهة الاستبداد الذي يتدخل في حرية الفرد الشخصية.
كما كان مشهد في مواجهة استبداد الأمريكان «متوافراً» في مسرحية «سيف العرب» لعبدالحسين عبد الرضا في مواجهة جنود الغزو العراقي بقول سعد الفرج «احنا تحت أمرج» للجنرال الأمريكي.
غياب الوعي
كما كنا ندرس في أول دروس النقد في معهد الفنون المسرحية ضرورة أن يكون المسرح منتميا للشعب، معبرا عن قضاياه، همومه و..أحلامه، ويمتعه بالفنون، وهو ما لم نره في مسرحية «عنبر و11 سبتمبر» الذي كان بامتياز «غشاً تجارياً» لوعي شعوب الخليج و«تسخيف» لرؤاه وملل وسطحية واعتبار الإرهاب حبس فرد في غوانتانامو.. فيما مشاكل شعوب الخليج فيها « بلاوي لي الرأس» تعمل أحلى مسرح.. لو توافرت حريات التعبير لما تشكلت لتغريب العرض القطري عن واقعه الخليجي والتسطيح لا يأتي بالوناسة والأفيهات، انما يكون في عمق النص ليقدم مسرحاً يحترم وعيك، فيه كوميديا موقف تعرض بأسلوب الواقعية النقدية «مو» تغريب عن الواقع.. فشعوب خليجنا تستحق مبدعين منتمين لقضايا أرضها.